# Japans koreanska minoritet
Japans koreanska minoritet har uppskattats uppgå till en miljon i dagsläget, och består av den etniska minoritet av koreaner som är bosatta i Japan. Ofta rör det sig om en invandring som skedde för flera generationer sedan. Den mest politiskt korrekta japanska benämningen är Zainichi Korean (在日コリアン, zainichi korian). I Sydkorea är den vanligaste benämningen Jaeil Dongpo (재일동포).

## Historik
Det finns ett flertal orsaker till det stora antalet koreaner i Japan:
- Under den japanska ockupationen av Koreahalvön konfiskerades mycket mark och jordbruksegendomar av centralmakten i Tokyo. Detta medförde en ström av ekonomiska flyktingar från fastlandet när utblottade koreaner sökte sig till imperiets hemland.
- Under främst andra världskriget krävdes en omfattande mobilisering av befolkningen. För de tyngsta och farligaste kroppsarbetena tvångsrekryterades bland annat stora mängder koreaner, vilka efter krigsslutet i stor omfattning blev kvar i Japan.
- Efter krigets slut 1945 återvann Korea sin självständighet från japansk överhöghet, för att senare delas upp i Nordkorea och Sydkorea. Under och efter det på detta följande Koreakriget flydde åter igen koreaner till Japan från kriget, samt från de stora antikommunistiska utrensningarna i Sydkorea efter vapenstilleståndet 1953.

En månad efter andra världskrigets slut hävdes rösträtten för alla icke-japaner. I samband med fredsfördraget i San Francisco 1952 hävde den japanska regeringen generellt de japanska medborgarskap som tilldelats det tidigare imperiets invånare, vilket lämnade den koreanska befolkningen i Japan statslösa. Istället utfärdades ett särskilt uppehållstillstånd till alla icke-japaner boende i landet som skulle förnyas var tionde år. Många koreaner valde att återvända till aningen Syd- eller Nordkorea, medan andra valde att ta endera landets medborgarskap men bo kvar i Japan.

## Minoriteten idag
Idag är en majoritet av Japans koreaner naturaliserade och har tagit sig japanska namn för att smälta in i det japanska samhället, medan andra skickar sina barn till koreanskspråkiga skolor och klär sig i hanbok, den traditionella koreanska klädseln, och gör allt för att hävda sin koreanska identitet.

### Diskriminering
Koreaner, liksom andra etniciteter i Japan, utsätts för viss diskriminering, såsom svårigheter att få arbete, och en allmän misstänksamhet. Fram till alldeles nyligen fanns det regler för regelbunden registrering av fingeravtryck samt utestängning från högre tjänster i den offentliga förvaltningen. Efter hård nationell och internationell kritik mot den japanska regeringen för brott mot de mänskliga rättigheterna, har dessa regler om inte avskaffats, så mjukats upp.

## Termer
I dagligt tal förkortas oftast zainichi Korean till zainichi (在日), men detta uttryck är inte helt politiskt korrekt, utan har en diskriminerande nyans. Dessutom betyder zainichi ordagrant "boende i Japan" och kan användas till för vilken icke-japansk invånare i Japan som helst.
Zainichi kankokujin (在日韓国人) och zainichi chōsenjin (在日朝鮮人) är synonymer till zainichi Korean, men det förra syftar specifikt på koreaner från Sydkorea och det senare på koreaner från Nordkorea. På så vis är dessa båda uttryck politiskt laddade och ej helt neutrala. zainichi Korean är det vanligaste och mest politiskt korrekta uttrycket för Japans koreanska minoritet, eftersom "Korea" kan syfta till båda de koreanska staterna.